# 社会主义运动团体
社会主义运动团体（英語：Socialist Campaign Group），简称运动团体，是英国工党内部的一个奉行民主社会主义的议会团体，由下议院的部分工党籍议员组成。该团体也包括一些曾代表工党进入议会、但后来被暂停或开除党籍的议员。
该团体成立于1982年，背景是1981年工党副领袖选举期间，一些软左翼议员（由尼尔·基诺克领导）拒绝支持托尼·本的竞选，这导致一批支持本的左翼议员从论坛团体分裂出来，组建社会主义运动团体。2015年，在该团体的一次会议上，决定推举杰里米·科尔宾竞选工党领袖。该团体与“动量”组织保持着密切联系。